# Manuel Vitorino
Manuel Vitorino (portuguès: Manuel Vitorino Pereira)  (Salvador, 30 de gener de 1853 - Rio de Janeiro, 9 de novembre de 1902) va ser un polític brasiler, governador de Bahia de 1889 a 1890 i segon vicepresident del Brasil, servint sota el president Prudente de Morais de 1894 a 1898. També va exercir com a president del Senat de 1895 a 1898 i com a president en funcions del Brasil durant 3 mesos.
Vitorino va néixer a Salvador, Bahia. Va ser escriptor i metge abans d'entrar en política.